# Down Bad
«Down Bad» — песня американской певицы и автора-исполнителя Тейлор Свифт. Она была выпущена 19 апреля 2024 года на лейбле Republic Records в качестве четвёртого трека её одиннадцатого студийного альбома The Tortured Poets Department (2024). Песня была написана и спродюсировала Свифт вместе с Джеком Антоноффом, который также участвовал в создании инструментальной части песни вместе с несколькими другими участниками американской рок-группы Bleachers. Песня в стиле синти-поп с вкраплениями R&B, «Down Bad» рассказывает о кратковременном увлечении.
В рецензиях изданий некоторые критики назвали «Down Bad» запоминающейся песней с простым текстом. Трек вошёл в топ-5 чартов в нескольких странах, включая Австралию, Канаду, Индию, Новую Зеландию, Филиппины, Сингапур, Великобританию и США (занял второе место в Billboard Hot 100 и в Global 200, уступив только другой песне Свифт «Fortnight»).
Свифт впервые исполнила песню на концерте The Eras Tour 9 мая 2024 года в Нантере (Париж, Франция).

## Предыстория

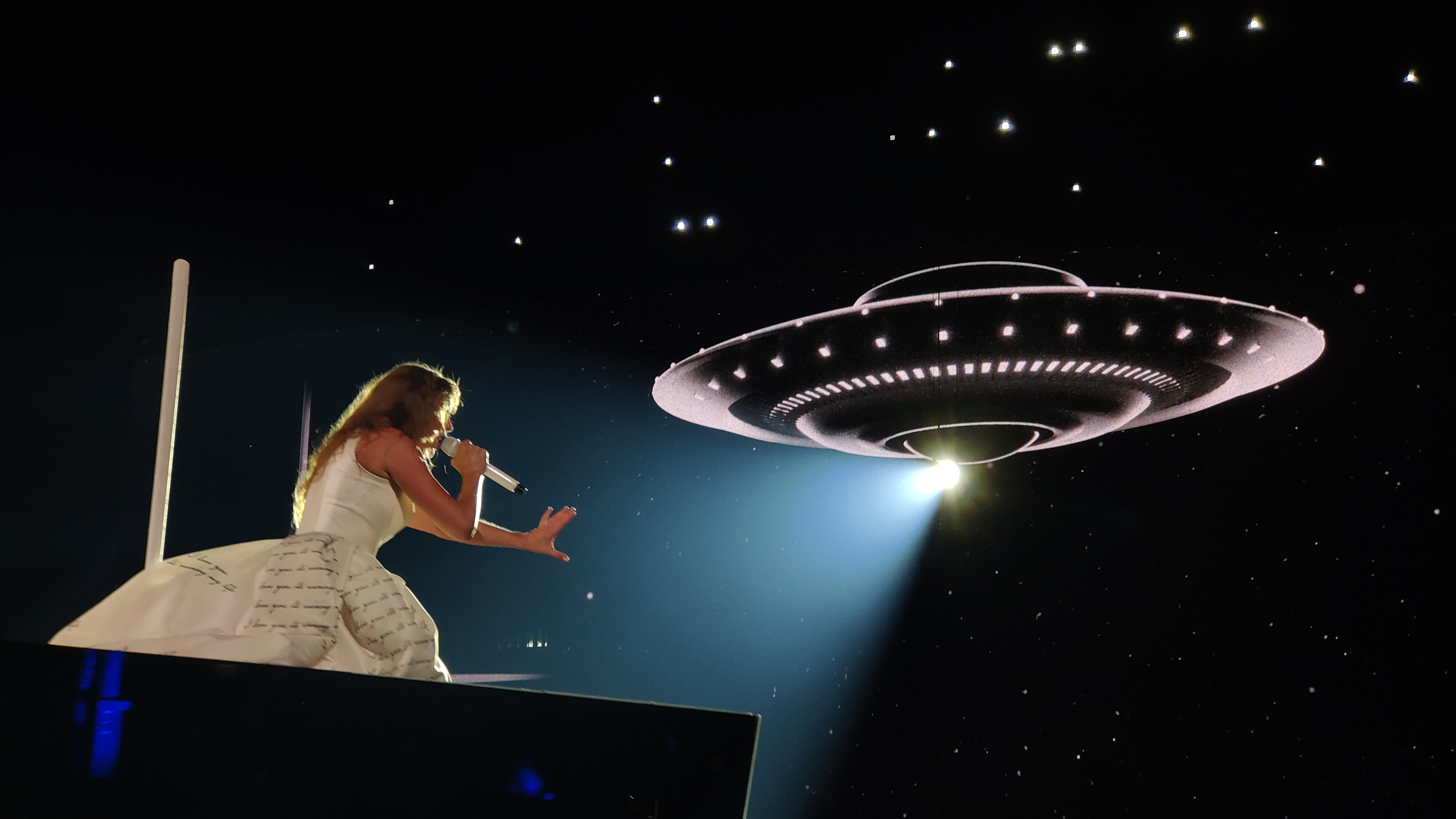
Свифт исполняет «Down Bad» на движущейся платформе во время Eras Tour в 2024 году

Свифт начала работу над The Tortured Poets Department сразу после того, как представила Republic Records свой десятый студийный альбом Midnights для выпуска в 2022 году. Она продолжала работать над ним в тайне на протяжении всего американского этапа тура Eras Tour в 2023 году.
Свифт анонсировала The Tortured Poets Department 4 февраля 2024 года на 66-й ежегодной церемонии вручения премии «Грэмми» во время своей речи в номинации «Лучший поп-вокальный альбом». Вскоре после анонса обложка альбома была опубликована на её профиле в Instagram. На сайте Свифт также появилась возможность предзаказа альбома на виниле, CD, кассете и в цифровом формате.
Создание альбома происходило, когда личная жизнь Свифт продолжала широко освещаться в прессе. Она описала The Tortured Poets Department как свой «спасательный круг», который ей «очень нужно было» сделать. Republic Records выпустила его 19 апреля 2024 года; песня «Down Bad» стала четвёртой в трек-листе.
Начиная с концертов в Париже в мае 2024 года, Свифт включила «Down Bad» в сет-лист тура Eras Tour. Она исполнила песню, сидя на вращающемся металлическом блоке, который перемещался по сцене, а над ней появлялось изображение НЛО. Этот момент поставлен таким образом, что кажется мистическим и волшебным, как элемент инопланетного похищения, когда Свифт перемещается по сцене во время исполнения песни «Down Bad». В ноябре 2024 года Свифт раскрыла секрет и написала в своей книге «The Eras Tour Book», что «Платформа-„ровер“, на которой я передвигаюсь, на самом деле управляется членом команды, который лежит внутри платформы и управляет ею изнутри».

## Композиция
Песня «Down Bad» рассказывает о вновь обретённой влюблённости. В комментарии к треку для Amazon Music Свифт сказала, что написала песню, сравнивая «идею любовной бомбардировки, когда кто-то разрушает твой мир и ослепляет тебя, а затем просто бросает тебя, как инопланетное похищение, когда тебя похищают инопланетяне». В тексте героиня Свифт сталкивается с мимолётным чувством, которое она описывает как «космическую любовь» и считает свой любовный интерес «моим близнецом». В музыкальном плане «Down Bad» — это синти-поп с вкраплениями R&B, что проявляется в динамических сменах и каденциях. Свифт поёт, используя слоговую синкопацию на фоне приглушённой электронной продукции с синтезаторной басовой линией. Крис Уиллман из Variety сравнил продакшн «Down Bad» с альбомом Свифт Midnights 2022 года, отметив «извилистый грув, увенчанный своего рода эффектом искажённого электронного голоса в качестве собственного инструментального трека».

## Отзывы
Джейсон Липшултц из Billboard назвал «Down Bad» шестой лучшей песней на The Tortured Poets Department, описав её как «одно из самых чистых поп-удовольствий альбома». Марк Сэвидж, написавший для BBC, отметил, что «меланхоличный» и «деликатно просачивающийся» инструментарий на «Down Bad» отражает ту же звуковую эстетику, что и на её предыдущем альбоме Midnights. Оливия Хорн из Pitchfork считает, что песня удалась «благодаря сопоставлению банального хука и описания „космической любви“». Финн МакРедмонд из The Irish Times отметил прямолинейный текст песни, проведя сравнение с некоторыми из её предыдущих работ с 1989 и Folklore. В The New Yorker Аманда Петрусич оценила простой лиризм «Down Bad» и подытожила её как «одуряющую песню о том, что чувствуешь себя дерьмом». Уиллман постаивл трек «Down Bad» на 16-е место в обновлённом списке 75 лучших песен Свифт за апрель 2024 года, заявив, что, хотя это не один из самых поэтичных треков с альбома, в нём «один из лучших грувов, идеально подходящий для самого депрессивного периода и альбома королевы». Джош Курп из Uproxx был более критичен к песне, заявив, что её многословность и безжанровая музыка являются источником дискомфорта.

## Участники записи
По данным Tidal.
- Тейлор Свифт — вокал, автор, продюсер
- Джек Антонофф — продюсер, автор песен, синтезаторы, фортепиано, барабаны, перкуссия, программирование, бэк-вокал
- Майки Фридом Харт — синтезатор
- Шон Хатчинсон — перкуссия
- Эван Смит — саксофон
- Зем Ауду — саксофон

## Чарты
| Чарт (2024)                              | Высшая позиция |
| ---------------------------------------- | -------------- |
| Австралия (ARIA)                         | 2              |
| Австрия (Ö3 Austria Top 40)              | 39             |
| Бельгия (Billboard)                      | 18             |
| Бразилия (Brasil Hot 100)                | 45             |
| Канада (Billboard Canadian Hot 100)      | 2              |
| Хорватия (Billboard)                     | 22             |
| Чехия (Singles Digitál Top 100)          | 27             |
| Дания (Tracklisten)                      | 16             |
| Финляндия (Suomen virallinen lista)      | 46             |
| Франция (SNEP)                           | 53             |
| Мир (Billboard Global 200)               | 2              |
| Мир (Global Excl. US, Billboard)         | 4              |
| Греция (IFPI)                            | 12             |
| Гонконг (Hong Kong Songs, Billboard)     | 11             |
| Индия (IMI International Top 20 Singles) | 4              |
| Индонезия (Billboard)                    | 17             |
| Ирландия (IRMA)                          | 11             |
| Италия (FIMI)                            | 79             |
| Латвия (LAIPA)                           | 13             |
| Люксембург (Billboard)                   | 9              |
| Малайзия (Malaysia Songs, Billboard)     | 8              |
| Нидерланды (Single Top 100)              | 88             |
| Новая Зеландия (Recorded Music NZ)       | 2              |
| Норвегия (VG-lista)                      | 26             |
| Филиппины (Billboard)                    | 3              |
| Польша (Polish Streaming Top 100)        | 75             |
| Португалия (AFP)                         | 11             |
| Сингапур (RIAS)                          | 3              |
| Словакия (Singles Digitál Top 100)       | 31             |
| ЮАР (Billboard)                          | 14             |
| Швеция (Sverigetopplistan)               | 19             |
| Великобритания (OCC UK Singles)          | 4              |
| США (Billboard Hot 100)                  | 2              |

| Чарт (2024)                 | Позиция |
| --------------------------- | ------- |
| Канада (Canadian Hot 100)   | 78      |
| Мир (Global 200, Billboard) | 155     |
| США (Billboard Hot 100)     | 99      |

## Сертификации
| Регион                                                                      | Сертификация | Продажи |
| --------------------------------------------------------------------------- | ------------ | ------- |
| Австралия (ARIA)                                                            | Платиновый   | 70 000  |
| Новая Зеландия (RMNZ)                                                       | Золотой      | 15 000  |
| Великобритания (BPI)                                                        | Серебряный   | 200 000 |
| Данные о продажах + прослушиваниях приведены только на основе сертификации. |              |         |